# Ermita del Calvari (Xèrica)
L'Ermita del Calvari de Xèrica, a la comarca de l'Alt Palància, és una ermita datada al segle xviii, d'estil  Neoclàssic, que està catalogada com a Bé Immoble de Rellevància Local segons consta a la Direcció General de Patrimoni Artístic de la Generalitat Valenciana, amb codi identificatiu: 12.07.071-011.
Actualment no està en ús per al culte religiós.
Està situada en una petita elevació que es troba davant de l'Estació de Ferrocarril de Xèrica, a l'altre costat de les vies. Es pot accedir a l'ermita, fins i tot en cotxe, a través d'un camí sense acabar d'asfaltar, que condueix després d'una escarpada, a l'esplanada en la qual s'eleva l'ermita.

## Història
L'ermita del Calvari es va construir al segle xviii, però té l'aspecte d'estar inconclusa. Havia de tractar-se, en el seu origen, d'un conjunt format pel  Via Crucis, del que en l'actualitat s'han perdut alguns dels edicles (d'elegant fàbrica de pedra i maó amb rematament en teulada piramidal), estant en un estat de greu deteriorament els que encara queden en peus.
De l'ermita només queda l'exterior, presentant interiorment tan sols runes i escombraries.

## Descripció
Es tracta d'una ermita de  planta centralitzada octogonal, emprada usualment en la construcció de baptisteris; amb  pilars adossats als mur o parets (pilastres) de  carreus, les quals s'uneixen formant una cornisa correguda, de la qual arrenca la cúpula de planta circular peraltada (que es remata en teules vidriades i amb una creu de penell), que no presenta  tambor, ni té llum natural al no comptar amb  llanterna, proporcionant la il·luminació interior de l'espai tres finestres que se situen immediatament sota la cúpula. Aquestes finestres estan construïdes en maó i la seva forma presenta llinda, i presenten orientació est, sud i oest. L'accés al recinte interior es realitza a través d'una porta (orientada al sud), actualment mig encegada, de fàbrica de carreu, que, com les finestres, també presenta llinda.
La resta dels murs (d'una considerable alçada i gruix) estan construïts de maçoneria vista, acabat que es repeteix a l'interior de l'ermita. Presenta tot l'aspecte d'una obra inacabada, encara que no es disposa de documentació que acrediti aquesta suposició.